# Archaeopone kzylzharica
Archaeopone kzylzharica är en myrart som beskrevs av Gennady M. Dlussky 1967. Archaeopone kzylzharica ingår i släktet Archaeopone och familjen myror. Inga underarter finns listade.